# Charles Étienne Gustave Le Clerc de Juigné
Pour les articles homonymes, voir Charles Leclerc, Leclerc et Juigné.
Pour les autres membres de la famille, voir Famille Le Clerc de Juigné.
Charles Étienne Gustave Le Clerc, comte de Juigné, né le 15 juin 1825 à Paris et mort dans  la même ville le 13 octobre 1900, est un homme politique français du XIXe siècle.

## Biographie
Charles Étienne Gustave Leclerc de Juigné était un des plus riches propriétaires de Bretagne : c'est à lui qu'appartenait le lac de Grand-Lieu qu'il tenait de son père (dernier tiers du XIXe siècle).
Lui aussi voulait mener le projet d'assèchement du lac à bien mais il se heurta à une contestation des partisans de la domanialité du lac. En 1898, après une intervention du député de la Loire-Inférieure, Gustave Roch, le parlement décida d'ouvrir une étude de domanialité tandis que le Conseil d'État renvoyait au jugement de la Justice. Ce dernier rebondissement mit un terme aux ardeurs des Juigné.
« Homme de cheval », il était membre du Jockey Club de Paris et vice-président de la Société hippique française. En 1867, il s'associait avec le prince Auguste Louis Albéric d'Arenberg, homme politique monarchiste comme lui au sein du haras du Bois-Rouaud à Chéméré, non loin de Nantes. Leurs chevaux remporteront le succès sous des couleurs communes (casaque cerclée jaune et rouge, toque noire), notamment Jongleur en 1877 dans les Prix du Jockey Club, Lupin, Royal Oak et le Cambridgeshire Handicap (en).
« Homme de mondanités », le comte était également membre de L'Union, et de la Société de Rallye-Bourgogne (Côte-d'Or).

### Assemblée nationale (1871-1875)
Conseiller général du canton de Bourgneuf-en-Retz, il s'employa au développement de l'agriculture régionale, des voies de communication et contribua activement à la création du chemin de fer de la rive gauche de la Loire. Comme président du conseil général, il protesta, en 1870, contre la dissolution de ces assemblées par Gambetta, et fut élu, le 8 février 1871, représentant de la Loire-inférieure à l'Assemblée nationale, le 5e sur 12.
Légitimiste, il se fit inscrire à la réunion des Réservoirs, siégea à droite, accusa les maires de Paris de s'être mis à la tête du mouvement insurrectionnel du 18 mars, et vota :
- pour la paix,
- pour les prières publiques,
- pour l'abrogation des lois d'exil,
- pour le 24 mai,
- pour la démission de Thiers,
- pour l'arrêté sur les enterrements civils,
- pour la prorogation des pouvoirs du maréchal Mac-Mahon,
- pour la loi des maires,
- contre l'amendement Barthe,
- contre le retour à Paris,
- contre le ministère de Broglie (I),
- contre la dissolution,
- contre l'amendement Wallon,
- contre les lois constitutionnelles de 1875.

### Chambre des députés
Réélu député par l'arrondissement de Paimbœuf, aux élections générales du 20 février 1876, contre Joseph Rousse, il fut, après le 16 mai, l'un des 158 députés qui approuvèrent la conduite du ministère de Broglie (III). Réélu de nouveau, le 14 octobre 1877, contre M. Goullin, il vit renouveler son mandat, le 21 août 1881, contre Victor Boquien (maire d'Indre), et fut porté, aux élections du 4 octobre 1885, sur la liste conservatrice de la Loire-Inférieure. Élu, le 3e sur 9, il continua de faire partie de la minorité conservatrice, et vota contre les ministères républicains opportunistes et radicaux qui se succédèrent au pouvoir.
À la fin de la législature, M. de Juigné s'est prononcé :
- contre le rétablissement du scrutin d'arrondissement (13 février 1889),
- pour l'ajournement indéfini de la révision de la Constitution,
- contre les poursuites contre trois députés membres de la Ligue des patriotes,
- contre le projet de loi Lisbonne, restrictif de la liberté de la presse,
- contre les poursuites contre le général Boulanger.

Réélu député de Paimbœuf le 22 septembre 1889, sans concurrent, puis le 20 août 1893 contre le républicain Charles et Moret, il continua de siéger parmi les monarchistes catholiques et de les soutenir de son vote.
Plutôt que les grands débats d'idées ou de politique, c'étaient les questions agricoles qui retenaient son intérêt presque exclusif. Grand propriétaire terrien, il avait déclaré, selon les termes du président Fallières, « une guerre sans merci à la routine » : il s'était employé, non sans succès, à améliorer et à rénover les méthodes de culture et d'élevage et à propager dans sa région celles dont il avait reconnu l'efficacité après les avoir expérimentées dans ses domaines. Sa province lui doit notamment d'avoir porté l'élevage des chevaux au rang d'une industrie ; la renommée de ses haras s'étendait fort loin.

### Sénat
Il ne se représenta pas aux élections législatives de 1898 mais se laissa persuader de se porter candidat au Sénat, où il fut élu le 24 mars 1900 par 659 voix contre 292 au républicain Riom, au cours d'une élection partielle provoquée par le décès de M. Guibourg de Luzinais. Son passage y fut des plus brefs : trois mois à peine puisqu'il mourut au cours de l'intersession, le 13 octobre 1900). Il était âgé de 75 ans.

## Ascendance
Charles Étienne Gustave Le Clerc est l'unique fils de Jacques Auguste Anne Léon Le Clerc (1774-1850), vicomte de Juigné, député de la Loire-Inférieure (1821-1827) et d'Antoinette Louise de Durfort (° 1779) fille d'Étienne-Narcisse, comte de Durfort (1753-1837), pair de France, lieutenant-général des armées du roi, ancien capitaine des gendarmes de la Garde, gouverneur de la 6e division militaire, grand-croix de l'ordre royal et militaire de Saint-Louis, et de Henriette Etiennette Claude Denise Thiroux de Montsauge (1761-1823).
Charles Étienne Gustave Le Clerc n'eut pas de postérité : ce fut son petit-neveu, Jacques Auguste Marie Le Clerc, marquis de Juigné (1874-1951) qui lui succéda dans ses biens et ses fonctions politiques.